# Latrunculia purpurea
Latrunculia purpurea är en svampdjursart som beskrevs av Carter 1881. Latrunculia purpurea ingår i släktet Latrunculia och familjen Latrunculiidae.
Artens utbredningsområde är Sydaustralien. Inga underarter finns listade i Catalogue of Life.